# Místní dráha (Česko)
Místní dráha je v České republice kategorie dráhy nově zavedená novelizačním zákonem č. 319/2016 Sb. s účinností od 1. dubna 2017. Je to dráha místního významu oddělená od celostátní dráhy a regionálních drah. Dráha je oddělená, umožňuje-li přesun drážního vozidla na jinou dráhu jen s použitím zvláštního technického zařízení nebo slouží-li výhradně provozování neveřejné osobní drážní dopravy, osobní drážní dopravy pro potřeby cestovního ruchu nebo provozované historickými vlaky.  Z hlediska legislativních požadavků je tato kategorie přiblížena neveřejným vlečkám. 

## Legislativní podmínky
Ochranné pásmo dráhy je u místní dráhy 30 m od osy krajní koleje, shodně jako u vleček a tramvajových drah vedených mimo pozemní komunikaci, zatímco u dráhy celostátní i regionální je ochranné pásmo minimálně 60 metrů od osy krajní koleje.
Na místní dráhu se nevztahují technické specifikace pro interoperabilitu (TSI), například výška nástupišť nebo GSM-R. Majitel nemůže čerpat dotace ze Státního fondu dopravní infrastruktury.
Provozovatel místní dráhy nemusí mít osvědčení o bezpečnosti provozovatele dráhy, které je vyžadováno jen u dráhy celostátní a drah regionálních, a nemusí prokazovat svou finanční způsobilost. Provozovatel místní dráhy nemá povinnost pečovat o rozvoj a modernizaci dráhy v rozsahu nezbytném pro zajištění dopravních potřeb státu a dopravní obslužnosti území kraje.
Vlastník dráhy v případě místní dráhy, pokud není schopen zajistit její provozování, není povinen tuto dráhu nikomu nabídnout k provozování, a zejména zákon jmenovitě nestanoví, komu by ji měl nabídnout – taková povinnost ze všech ostatních kategorií drah není stanovena pouze u vleček. I pro tyto dvě kategorie drah však platí obecná povinnost, že vlastník dráhy je povinen zajistit provozování dráhy.
Názvy stanic a zastávek v případě místní dráhy nejsou závazně určeny drážním správním úřadem, jako je tomu u dráhy celostátní a u drah regionálních. Provozovatel místní dráhy také nemá povinnost  zavést systém zajišťování bezpečnosti provozování dráhy a zajistit jeho dodržování ani povinnost předkládat drážnímu správnímu úřadu výroční zprávu o bezpečnosti provozování dráhy.
Na místní dráhy se nevztahuje povinnost zajistit nediskriminační veřejný přístup dopravcům ani související povinnosti (přidělování kapacity dráhy, veřejné prohlášení o dráze, vyloučení střetu zájmů atd.).
Podmínky pro provozování drážní dopravy jsou u místní dráhy stanoveny podobně jako u dráhy speciální, tramvajové, trolejbusové nebo vlečky. Oproti dráze celostátní a drahám regionálním provozovatel dopravy nemusí mít osvědčení dopravce, ale postačí platná licence. Provozovatel místní dráhy nemá však automaticky ze zákona právo provozovat na ní dopravu, jako je tomu na dráze speciální, tramvajové, trolejbusové nebo lanové. Držitel platné licence pro provozování drážní dopravy na dráze celostátní nebo regionální má ze zákona právo provozovat dopravu i na dráze místní nebo vlečce.  Naopak držitel platné licence pro provozování drážní dopravy na dráze místní nebo vlečce, může provozovat drážní dopravu na dráze celostátní nebo regionální, jde-li o místo styku vzájemně zaústěných drah.
Oprávnění k provozování drážní dopravy se pro místní dráhu vydává podle stejných pravidel jako pro dráhu speciální, tramvajovou, trolejbusovou nebo vlečku. Ve srovnání s celostátní dráhou a regionálními drahami není vyžadována finanční způsobilost ani pojištění škod způsobených takovým provozem a způsobilost nevylučuje závažné porušení pracovněprávních nebo celních předpisů, pokud je dopravce trestně bezúhonný.
Pro řízení drážních vozidel na místní dráze, stejně jako na vlečce, platí licence strojvedoucího, ale postačí i průkaz způsobilosti k řízení drážního vozidla na dráze místní nebo na vlečce, a to i na pro úseky dráhy celostátní nebo regionální v místě styku vzájemně zaústěných drah.

## Seznam místních drah
| Č. | Trať                                    | Stavební délka | Místní dráhou od | Provozovatel dráhy | Vlastník dráhy |
| -- | --------------------------------------- | -------------- | ---------------- | ------------------ | -------------- |
| 1  | Čejč – Uhřice u Kyjova                  | 15,470 km      | 2020             | Railway Capital    | TMŽ            |
| 2  | Praha-Malešice – Praha-Žižkov           | 3,613 km       | 2020             |                    | město Praha    |
| 3  | Nové Údolí – státní hranice/PJD         | 0,042 km       | 2020             | Dr. Zenkl          | Pavel Kosmata  |
| 4  | Hrušovany nad Jevišovkou-Šanov – Hevlín | 6,719 km       | 2020             | Railway Capital    | obec Hevlín    |
| 5  | Královec–Žacléř                         | 5,092 km       | 2023             | Railway Capital    | TMŽ            |

## Historie
Železniční dráhu zařazenou ke dni vzniku této kategorie do kategorie drah regionálních lze zařadit do kategorie drah místních jen tehdy, požádá-li o to její vlastník nebo provozovatel a jsou-li splněny podmínky pro zařazení do kategorie drah místních.
První místní drahou se stala 21. dubna 2020 trať Čejč – Uhřice u Kyjova, a to na základě žádosti společnosti Railway Capital, která zastupovala vlastníka dráhy, společnost TMŽ podnikatele Martina Dvořáka. Místní dráha Čejč – Uhřice u Kyjova začíná v úrovni námezníku výhybky č. 101 v km 17,352 dráhy regionální = km 1,247 dráhy místní, kde odbočuje z trati Hodonín–Zaječí, a končí zarážedlem v dopravně Uhřice u Kyjova v km 16,170. Délka trati je 15,470 km. Nový majitel plánoval podél trati projekt zábavního parku s provozem historických a zážitkových vlaků včetně hotelu z vagonů, chtěl mimo jiné spolupracovat s Klubem přátel kolejových vozidel z Brna.
Správa železnic v roce 2020 požádala o to, aby na místní dráhu byl překategorizován dosavadní úsek celostátní dráhy tvořený odbočkou k nákladovému nádraží Praha-Žižkov; zároveň stáhla předchozí žádost o zrušení tohoto úseku dráhy. Změnu Správa železnic vysvětlovala tím, že zatímco hlavní město Praha původně vyjádřilo zájem využít těleso tratě pro vedení tramvajových kolejí, v souvislosti s projednáváním žádosti o zrušení tratě ve své námitce vyjádřilo záměr využít ji k odvozu materiálu při stavbě Městského okruhu. Kategorie místní dráhy měla podle Správy železnic odpovídat zamýšlenému využití pro staveništní dopravu. Po změně kategorie dráhy pak chtěla Správa železnic jednat o převedení dráhy do majetku města. K přeměně na místní dráhu došlo v první polovině října 2020.
V srpnu 2020 bylo zahájeno správní řízení o přeměně koncového úseku tratě z Číčenic do Nového Údolí ve stanici Nové Údolí o délce 42 m na místní dráhu. Původně však byla podána žádost o přeměnu tohoto úsek dráhy na vlečku, ale Správa železnic podala námitku a žádost byla stažena. Vlastníkem této části trati je Pavel Kosmata, předseda spolku Pošumavská jižní dráha, jenž je v řízení zastupován společností Dr. Zenkl. Tento úsek trati je využíván k odstavení historických vozidel, které slouží jako muzeum. Změna kategorie dráhy proběhla v polovině listopadu 2020. Jedná se tak o třetí místní dráhu v Česku.
Rovněž v srpnu 2020 zahájil Drážní úřad na popud obce Hevlín, které je od února 2020 vlastníkem dráhy, správní řízení o změně kategorie trati Hrušovany nad Jevišovkou-Šanov – Hevlín z regionální dráhy na místní dráhu. Obec v jednání zastupoval Jan Šatava, který předtím prosadil změnu kategorie i u dráhy Čejč–Uhřice a který vlastní společnost Railway Capital, která hodlala dráhu i dopravu na ní provozovat. Dráha Hrušovany nad Jevišovkou-Šanov – Hevlín je zaústěna do regionální dráhy ve stanici Hrušovany nad Jevišovkou-Šanov koncem výhybky č. 2 v km 92,326 = 0,000 km začátku dráhy a ukončena zarážedlem kusé koleje č. 1a v km 85,585 v dopravně Hevlín. Celková stavební délka trati je 6,741 km. Hevlínská trať je místní dráhou rovněž od listopadu 2020.
Nevyužívaná pětikilometrová železniční trať Královec–Žacléř byla v dubnu 2023 za 2,4 milionu korun prodána a následně předána společnosti TMŽ. Nový majitel provedl kroky k přeřazení z kategorie regionální dráhy do kategorie místní dráhy. Novému majiteli se ozvalo několik spolků, které chtěly na trať přijet se svými drážními vozidly. Hlavním plánem TMŽ bylo využití tratě pro šlapací drezíny, pro ně má však trať příliš velký sklon. Do kategorie místních drah byla trať přeřazena v květnu 2023.